# トッド・ロドウィック
トッド・ロドウィック（Todd Lodwick、1976年11月21日 - ）は、アメリカ合衆国コロラド州スティームボードスプリングス出身のノルディック複合選手。北米出身で最も成功したノルディック複合選手の1人である。

## プロフィール
1993年から2006年まで4回の冬季オリンピックと6回のノルディックスキー世界選手権などの国際大会に出場、1996年にイタリアのアジアーゴで行われたノルディックスキージュニア世界選手権で金メダルを獲得、ノルディック複合・ワールドカップでは1998年のホルメンコーレンスキー大会での7.5kmスプリントを含む6勝をあげている。ワールドカップの年間ランキングで8年連続ベスト10入りを果たし、1997-1998年、1999-2000年、2004-2005年シーズンには総合4位となっている。また全米選手権で18度（ノルディック複合で10回、スキージャンプで8回）の優勝を果たした。
長年一線級で活躍を見せたがオリンピックではメダルに手が届かず、地元アメリカで行われたソルトレークシティオリンピックでは4×5kmの団体で僅差の4位、7.5kmスプリントで5位となっている。
2006年3月、シーズン終了とともに現役引退。
2008-2009シーズン、2010年バンクーバーオリンピック出場を視野に入れて現役に復帰、コンチネンタルカップでいきなり3連勝、ワールドカップに昇格して2戦連続2位になるなどブランクを感じさせない実力を見せた。チェコ、リベレツで開催の世界選手権に出場すると個人マススタートで前半距離、後半ジャンプとも1位で完全優勝、世界選手権で自身初の金メダルを獲得した。さらに2日後のグンダーセンノーマルヒルでも優勝、2冠に輝いた。グンダーセンラージヒルでは10位だった。
2009-2010シーズンもコンチネンタルカップ2連勝でスタートし、2010年バンクーバーオリンピックでは団体でブレット・キャメロタ、ビル・デモン、ジョニー・スピレーンとともに念願の銀メダルを獲得した。
ノルディック複合・ワールドカップでは2011-2012シーズン終了時点で通算6勝（2位10回、3位12回）をあげている。